# Sarıçiçek, Posof
Sarıçiçek là một xã thuộc huyện Posof, tỉnh Ardahan, Thổ Nhĩ Kỳ. Dân số thời điểm năm 2010 là 29 người.